# جوزيف شميد
جوزيف شميد (بالألمانية: Josef Schmid)‏ هو ضابط ألماني، ولد في 24 سبتمبر 1901 في Augsburg-Göggingen ‏ في ألمانيا، وتوفي في 30 أغسطس 1956 في آوغسبورغ في ألمانيا.